# Jambulos
Jambulos (gr. Ἰάμβουλος, łac. Iāmbulus, ok. II wiek p.n.e.) – grecki pisarz i lekarz, z pochodzenia Nabatejczyk. W Bibliotece Diodora (księga II, 55 - 60) zachował się jego fantastyczny i utopijny romans o szczęśliwym pokoleniu, żyjącym na Słonecznej Wyspie gdzieś na Oceanie Indyjskim. W dziele Jambulosa dostrzec można wpływy stoików i cyników. Natomiast Jambulos wpłynął na późniejsze powieści utopijne, zarówno starożytne, jak i nowożytne.